# Jaraguá do Sul
Jaraguá do Sul is een gemeente in de Braziliaanse deelstaat Santa Catarina. De gemeente telt 170.835 inwoners (schatting 2017).

## Aangrenzende gemeenten
De gemeente grenst aan Blumenau, Campo Alegre, Corupá, Guaramirim, Joinville, Massaranduba, Pomerode, Rio dos Cedros, São Bento do Sul en Schroeder.

## Geboren
- Filipe Luís Kasmirski (1985), voetballer